# A cs. és kir. 12. gyalogezred emlékműve
A cs. és kir. 12. gyalogezred emlékműve egy I. világháborús emlékmű volt Révkomáromban, amelyet 1941-ben állítottak fel az alakulat hősi halottainak emlékére. 1945-ben lebontották.

## Története
Az 1920-as évek végén merült fel a gondolat, hogy az egykori cs. és kir. 12. gyalogezred veteránjai emlékművet állítsanak az I. világháborúban elesett bajtársaiknak. Az alakulat hadkiegészítési körzete Komárom vármegye és Nyitra vármegye kilenc járása volt, e terület nagy része ekkor már Csehszlovákiához tartozott. Ezért született az az elhatározás, hogy az emlékművet Dél-Komáromban, a trianoni Magyarország területén fogják felállítani. Ez emlékmű megvalósítására létre jött egy emlékmű alap, melynek elnökletét Alapy Gáspár polgármester vállalta el. Az első, 1930-ban kezdeményezett pénzgyűjtő akció azonban sikertelen maradt, nem sikerült elegendő pénzt összeszedni.
A kezdeményezésnek 1934-ben az ezred bajtársi szövetségének megalakulása adott új lökést, így három év alatt, 1937-re sikerült előteremteni a szükséges összeget. Az emlékműbizottság Berecz Gyula komáromi szobrászművészt (aki maga is szolgált az ezredben) kívánta felkérni az emlékmű megalkotására. Ő azonban a Csehszlovákiához tartozó városrészben élt, ez a körülmény pedig lehetetlenné tette a közös munkát. A bizottság végül Pátzay Pál budapesti szobrászművészt bízta meg az emlékmű elkészítésével.
Helyszínnek az 1937-ben befejezett Jézus Szíve katolikus templom előtti teret jelölték ki. Ehhez Körmendy Nándor, a templom építésze is hozzájárult, őt egyszersmind az emlékmű talapzatának megtervezésére is felkérték. Az avatóünnepséget 1938 őszén kívánták megtartani, ezt azonban elhalasztották, mivel már lehetett sejteni, hogy a Felvidék hamarosan ismét magyar fennhatóság alá kerül. Az első bécsi döntés nyomán ez be is következett, így az emlékmű felállítását azzal a szándékkal halasztották el, hogy azt már Révkomáromban lehessen elhelyezni.
Az új helyszínt az ún. Tiszti palota melletti parkban jelölték ki, ott ahol korábban Milan Rastislav Štefánik tábornok szobra állt (ezt a kivonuló csehszlovák katonaság elszállította). Az alapkő letételére 1941. május 4-én vasárnap került sor, ez után kezdődött meg az építés.
A talapzatot az Öregvárból kifejtett kövekből készítették. A talapzat terveit Berecz Gyula rajzolta meg, a kivitelezést Komáromi Viktor helyi kőfaragómester végezte.
Az emlékművet végül 1941. június 1-én, pünkösdvasárnap avatta fel József főherceg. Az avatást megelőzően Haász István tábori püspök celebrált misét, a helybéli Galambos Zoltán református és Fadgyas Aladár evangélikus lelkészek pedig imát és beszédet mondtak. Az eseményen részt vett Alapy Gáspár polgármester, valamint Pongrácz Bartha Ede nyugállományú tábornok és Dr. Várady-Brenner Alajos, a bajtársi törzs kapitánya is.
Az emlékmű sajnos csak néhány évig állt a helyén, 1945-ben a csehszlovák államhatalom lebontatta. A Pátzay Pál által készített bronz főalak a helyi múzeum raktárába került. Innen az ezrerdforduló környékén a városháza raktárába szállították át, ahonnan ismeretlen tettesek ellopták és feltehetőleg fémhulladékként eladták.

## Az emlékmű kialakítása
A 12. gyalogezred emlékművének talapzatának fő elemét egy féldombormű képezte, amely vonuló katonákat és az őket vezető tisztet ábrázolta. Az alakok egy stilizált hídon haladtak keresztül, amelyet egy ív jelképezett – ez valószínűleg az Erzsébet-hidat szimbolizálta, a mozgósításkor az ezred ezen haladt át a déli városrész vasútállomására bevagonírozni. A féldombormű bal oldalán, egy oszlop tetején állt az emlékmű fő alakja, egy zászlót tartó rohamsisakos katonát ábrázoló ércszobor.
Az oszlopon az alábbi felirat állt:

| „ | A VOLT CS. ÉS KIR. 12-ES KOMÁROMI GYALOGEZREDNEK ÉS A VILÁGHÁBORÚBAN ELESETT HŐSEINEK EMLÉKÉRE 1702 – 1918 ÁLLÍTOTTA AZ 1914 1918 BAN HADRAKELT EZRED TAGJAIBÓL ALAKULT BAJTÁRSI TÖRZS 1941. ÉVBEN | ” |
|   | |   |

A két évszám között az ezred kürtöt ábrázoló sapkajelvénye volt kifaragva. Az emlékmű előtt virágágyást alakítottak ki, a növényekből az ezred bajtársi jelvénye, valamint az alapítás (1702) és a megszűnés (1918) évszáma rajzolódott ki.